# Sinwellturm

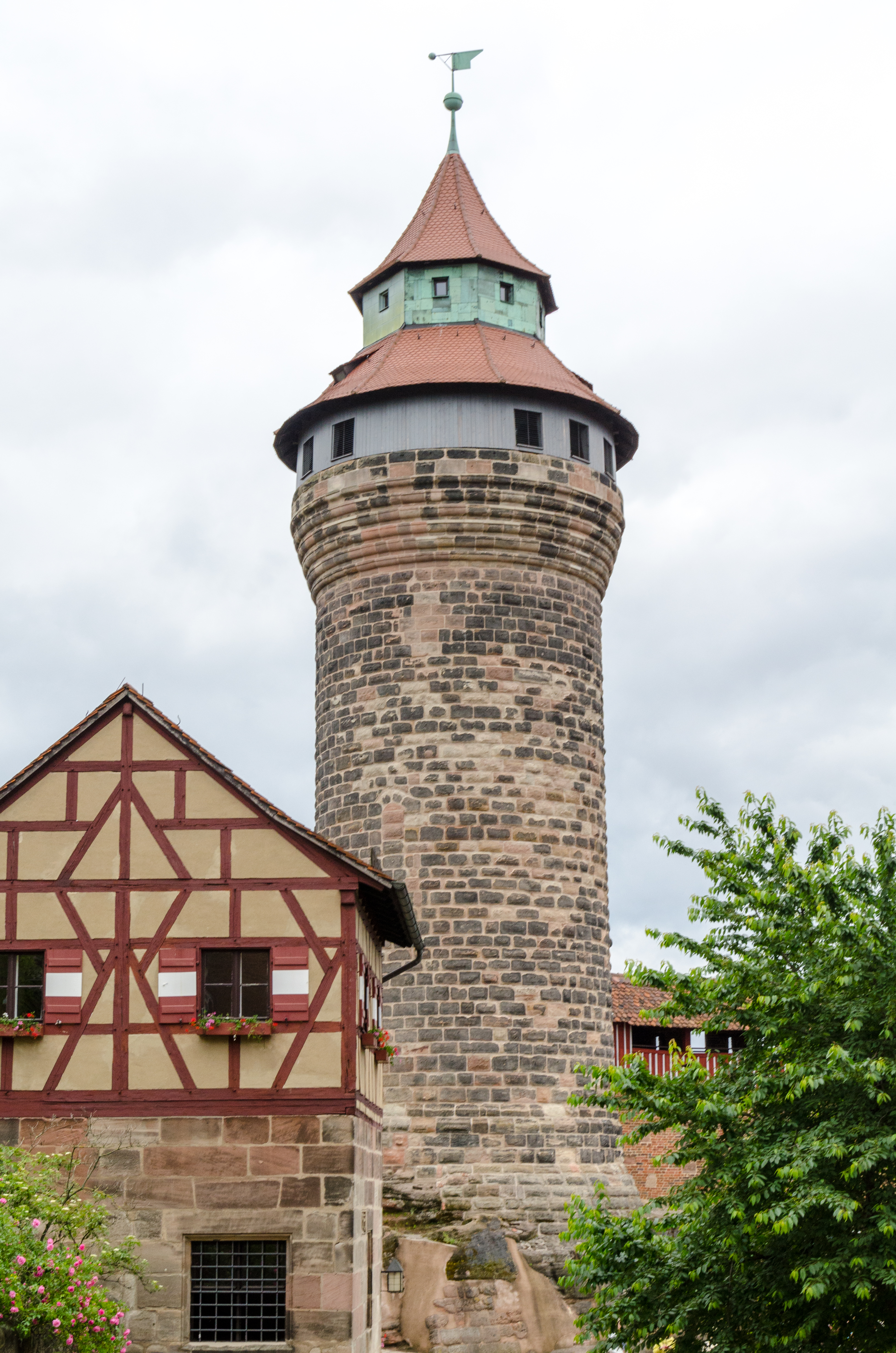
Ansicht des Sinwellturms mit vorgelagertem Brunnenhaus (2014)

Der Sinwellturm ist ein historischer Rundturm und prägnanter Teil der Nürnberger Burg (Kaiserburg). Namensgebend für den Turm ist seine zylindrische Form. Im Mittelhochdeutschen bedeutet „sinwell“ etwa „gewaltig rund“.

## Architektur und Geschichte
Der Turm wurde in der zweiten Hälfte des 13. Jahrhunderts auf einem markanten Felsen im östlichen Bereich der Nürnberger Kaiserburg errichtet und zeichnet sich durch rechtwinklig bearbeitete und rund angeordnete Sandsteinbuckelquader aus. Bei Renovierungs- und Erweiterungsarbeiten in den 1560er Jahren wurde der Spitzhelm mit vier Erkern durch ein weiteres Geschoss sowie ein Zeltdach mit Renaissancehelm ersetzt.
Die Spitze des 41 Meter hohen Sinwellturms liegt 389 Meter über dem Meeresspiegel (NN) und damit fast 100 Meter über dem Höhenniveau des Hauptmarkts. Trotz dieser exponierten Lage überstand der Turm als eines der wenigen Gebäude der Burganlage die Luftangriffe im Zweiten Weltkrieg.

## Nutzung
Der Sinwellturm wurde als Bergfried errichtet und diente in der Vergangenheit überwiegend Wehr- sowie Statuszwecken. Die Aussicht über die Stadt und das Umland macht den Turm zu einem beliebten Ausflugsziel. Er kann über 113 Stufen bestiegen werden.

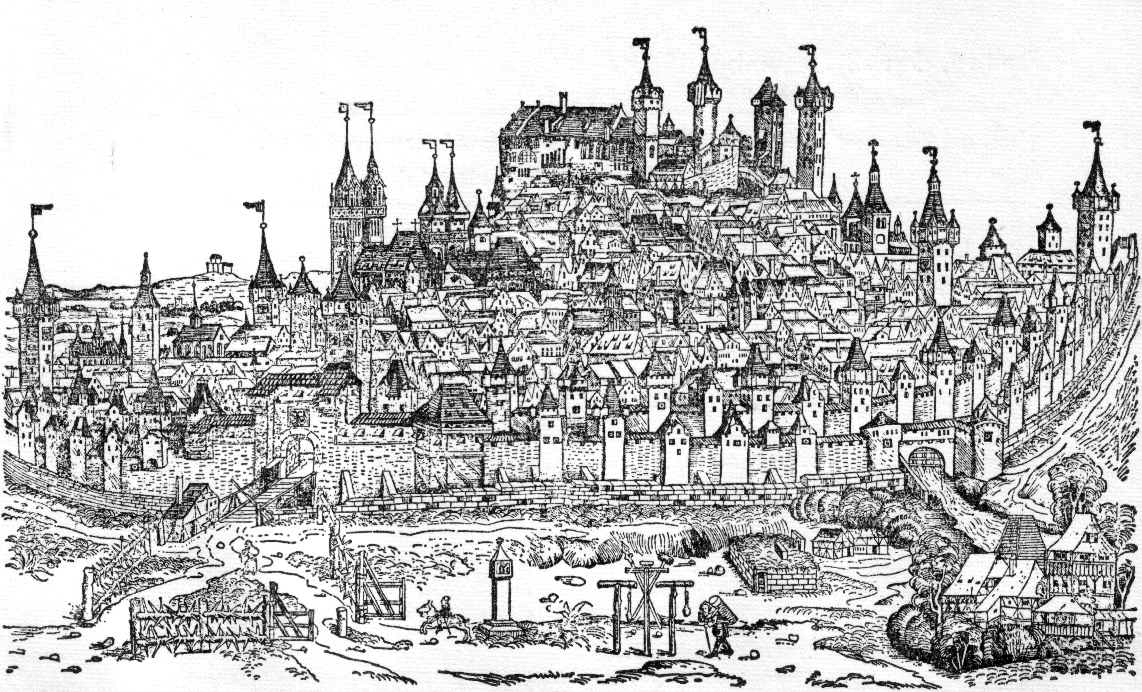
Ansicht der Kaiserburg mit Sinwellturm (1493)

Im Turm nisten Wanderfalken, deren Horst per Webcam beobachtet werden kann.